# The Big Cartoon DataBase
Биг картун дејтабејс (енгл. The Big Cartoon DataBase— „велика база цртаних филмова”) је онлајн-база података која читаоце информише о анимираним цртаћима, анимираним дугометражним филмовима, анимираним телевизијским серијама и анимираним кратким филмовима.
Пројекат БКД је започео са радом 1996. године као списак Дизнијевих анимираних филмова на локалном рачунару аутора Дејва Коха. Као одговор на растуће интересовање за материјал, база података је од 1998. године постала онлајн извор посвећен прикупљању информација о цртаним филмовима, укључујући детаље о продукцији као што је списак глумаца, продуцената и режисера, као и кратко сажети опис анимираног филма/серије, опис ликова и оцене корисника базе података. У 2003. години, БКД је постала 501(си) непрофитна организација. Дана 24. јуна 2009. године, креатор Дејв Кох објавио је на својим БКД форумима да је сајт достигао 100.000 наслова.